# Miltogramma tibitum
Miltogramma tibitum är en tvåvingeart som beskrevs av Chao och Zhang 1988. Miltogramma tibitum ingår i släktet Miltogramma och familjen köttflugor. Inga underarter finns listade i Catalogue of Life.